# Liste der Baudenkmäler in Waldaschaff
Auf dieser Seite sind die Baudenkmäler in der unterfränkischen Gemeinde Waldaschaff zusammengestellt. Diese Tabelle ist eine Teilliste der Liste der Baudenkmäler in Bayern. Grundlage ist die Bayerische Denkmalliste, die auf Basis des Bayerischen Denkmalschutzgesetzes vom 1. Oktober 1973 erstmals erstellt wurde und seither durch das Bayerische Landesamt für Denkmalpflege geführt wird. Die folgenden Angaben ersetzen nicht die rechtsverbindliche Auskunft der Denkmalschutzbehörde.
 Diese Liste gibt den Fortschreibungsstand vom 15. April 2020 wieder und enthält 8 Baudenkmäler.

## Baudenkmäler
Alle Baudenkmäler liegen im Gemeindeteil Waldaschaff, die beiden anderen der drei Gemeindeteile sind als Einöden klassifiziert.

| Lage                                            | Objekt                                          | Beschreibung | Akten-Nr.              | Bild                                       |
| ----------------------------------------------- | ----------------------------------------------- | --- | ---------------------- | ------------------------------------------ |
| Am Mühlbach 5 (Standort)                        | Ehemalige Forstdienststelle, heute Rathaus      | Zweigeschossiger verputzter Massivbau mit Halbwalmdach auf hohem Bruchsteinsockel, teilweise verschindelt, 1907                                                                     | D-6-71-156-8           | Ehemalige Forstdienststelle, heute Rathaus |
| Am Rothenbucher Weg ()                          | Bildstock                                       | nicht nachqualifiziert, im Bayerischen Denkmal-Atlas nicht kartiert | D-6-71-156-4           |                                            |
| Am Seehaus 2 (Standort)                         | Forstanwesen, sogenanntes Seehaus               | Eingeschossiger Sandsteinquaderbau mit Kniestock, Satteldach, historistisch, um 1900                                                                                                | D-6-71-156-7           | Forstanwesen, sogenanntes Seehaus          |
| Am Seehaus 2 (Standort)                         | Nebengebäude                                    | zwei eingeschossige Satteldachbauten, Sandstein, um 1900 | D-6-71-156-7 zugehörig | Nebengebäude                               |
| Aschaffenburger Straße 31 (Standort)            | Altes Knabenschulhaus, dann Rathaus             | zweigeschossiger unterkellerter giebelständiger Rotsandsteinbau mit Satteldach,1852, Umbau 1920, Erdgeschoss 2003 verändert                                                         | D-6-71-156-12          | Altes Knabenschulhaus, dann Rathaus        |
| Aschaffenburger Straße 119 (Standort)           | Wohnstallhaus                                   | zweigeschossiges giebelständiges Fachwerkhaus mit Satteldach, ursprünglich Hof der Herren von Hettersdorf, 1665                                                                     | D-6-71-156-1           | weitere Bilder                             |
| Germesgrund (Standort)                          | Bildstock                                       | gemauerter Quader mit Zeltdach, bekrönendem eisernem Kreuz und stichbogenförmiger vergitterter Nische, Sandstein, 18./19. Jahrhundert                                               | D-6-71-156-5           | Bildstock                                  |
| Hinterer Hemmicherborn (Standort)               | Bildhäuschen                                    | gemauerte verputzte Stele mit Bildnische und Satteldach, Heiligenskulptur Muttergottes mit Kind, 19. Jh.                                                                            | D-6-71-156-13          | BW                                         |
| Kirchstraße 5 (Standort)                        | Katholische Pfarrkirche St. Michael             | unverputzter basilikaler Satteldachbau mit runder Apsis und nördlichem Turm mit Helm, Fassadengliederung durch Friese und Lisenen, Rotsandstein, neuromanisch, 1893, 1973 erweitert | D-6-71-156-2           | weitere Bilder                             |
| Lohrer Straße 87; Nähe Lohrer Straße (Standort) | Kilometerstein Rothenbuch-Aschaffenburg-Hösbach | Rotsandstein, nach 1872 | D-6-71-156-14          | BW                                         |
| Oberhalb des Pfaffenackers ()                   | Bildstock                                       | nicht nachqualifiziert, im Bayerischen Denkmal-Atlas nicht kartiert | D-6-71-156-6           |                                            |
| Untere Forststraße (Standort)                   | Kriegerdenkmal für die Gefallenen 1849–1871     | Auf vierstufigem gemauertem Postament quaderförmiger Inschriftensockel, darauf gemauertes Satteldachhäuschen mit Michaelsskulptur in rundbogiger Nische, Sandstein, 1871            | D-6-71-156-9           | weitere Bilder                             |